# Intervenção iraniana no Iraque (2014–presente)
A intervenção militar iraniana na Guerra Civil Iraquiana ocorre na sequência do avanço do Estado Islâmico do Iraque e do Levante (Daesh) no norte do Iraque no verão de 2014 quando o Irã passou a oferecer assistência militar para combater o avanço dos militantes. O Irã fornece assessoria técnica ao governo iraquiano e armas aos peshmerga curdos. Diversas fontes, entre elas a Reuters, acreditam que desde meados de junho de 2014, as tropas de combate iranianas estão no Iraque, o que o Irã nega. Duas fontes estadunidenses afirmam que em junho ou julho de 2014 o Irã começou uma guerra aérea contra o Estado Islâmico.
As milícias xiitas iraquianas Kata'ib Hezbollah ("Brigadas do Hezbollah") e Asa'ib Ahl al-Haq ("Liga dos Justos"), supostamente financiadas pelo Irã, combatem ao lado do exército iraquiano e dos Peshmerga curdos na retomada dos territórios do Estado Islâmico.

## Contexto
A milícia xiita iraquiana Kata'ib Hezbollah ("Brigadas do Hezbollah”), existente desde 2003, estaria, de acordo com as forças estadunidenses e o Departamento de Estado dos Estados Unidos, desde há muitos anos recebendo financiamento, treinamento, logística, orientação e apoio material da Força Quds da Guarda Revolucionária Iraniana, alegações que foram negadas pelo Irã.
Asa'ib Ahl al-Haq ("Liga dos Justos"), outra milícia xiita iraquiana, formada em 2006, foi presumida pelas autoridades iraquianas já antes de 2014 receber $ 2 milhões por mês do Irã, e conforme o The Guardian estaria sob o patrocínio de Qasem Soleimani.

## Intervenção

### Estratégia e táticas
Os objetivos estratégicos de Teerã em sua intervenção no Iraque incluem manter seu aliado, o governo iraquiano liderado pelos xiitas, no poder e estabilizar a sua própria fronteira.
O Irã tem procurado limitar o seu evidente envolvimento militar no Iraque como uma estratégia voltada para evitar a polarização da minoria sunita do Iraque, a criação de uma reação popular contra o Irã entre os iraquianos, ou aprofundamento das tensões sectárias. A maior parte da ajuda iraniana até agora vêm em forma de assistência técnica, do comprometimento de tropas das forças especiais e apoio aéreo. O brigadeiro-general iraniano Massoud Jazayeri afirmou que o Irã poderia ajudar de modo mais eficiente o Iraque, fornecendo-lhe orientação sobre suas "experiências bem sucedidas na defesa popular em vários aspectos” que incluiria "mobilização das massas de todos os grupos étnicos." O Irã acredita que a cooperação e a unidade entre as milícias rebeldes iraquianas seriam essenciais em sua batalha contra o Estado Islâmico. Ali Khamenei, em declarações emitidas em 15 de setembro de 2014, acreditou que "o povo do Iraque, as forças armadas iraquianas e as forças populares" travariam o avanço do Estado Islâmico no verão anterior.
The Washington Post relatou que o Irã enviou mais de 1.000 conselheiros militares para o Iraque, bombardeios aéreos e passou mais de $ 1 bilhão em assistência militar.